# Parastrangalis houhensis
Parastrangalis houhensis är en skalbaggsart som beskrevs av Nobuo Ohbayashi och Wang 2004. Parastrangalis houhensis ingår i släktet Parastrangalis och familjen långhorningar. Inga underarter finns listade i Catalogue of Life.